# كاثرين ماكينون
كاثرين ماكينون (بالإنجليزية: Catharine MacKinnon)‏(بالإنجليزية: Catharine MacKinnon)(في السابع من أكتوبر عام 1946)، كاتبة ومحامية وناشطة نسوية راديكالية

## حياتها
ولدت ماكنيون في مينيابلوس في مينيسوتا، في عام 1969 التحقت بكلية سميث وفي عام 1977 التحقت بكلية ييل للحقوق وعام 1987 حصلت على الدكتوراة في العلوم السياسية من ذات الجامعة.

## نشاطها وأفكارها
أثناء وحوجها في مرحلة الدراسات العليا أقامت أول مساق نسوي الذي أصبح فيما بعد برنامج دراسات المرأة في جامعة، عراضت حرب فيتنام وكانت جزءا من حركة تحرير المرأة، عام 1978وأثناء دراستها الحقوق في جامعة ييل نشرت ماكينون كتابها التحرش الجنسي بالنساء العاملات: التمييز الجنسي، أثبتت من خلاله ان التحرش الجنسي بمكان العمل يعتبرا تمييزا على أساس الجنس وجريمة وقبلت المحكمة العليا مرافعة ماكنيون كمحامية مساعدة في أول قضية تحرش جنسي بمكان العمل عام 1986.

### الإباحية
قادت كاثرين مع شريكتها أندريا دوركين، حملة ضد الإباحية، حيث اعتبراها أنها انتهاك قائم على التمييز الجنسي اتجاه النساء وعملت الاثنتان على يعترف بالإباحية على أنها جريمة تمييز جنسي وتجريم إنتاج ونشر واستخدام المواد الإباحية في الولايات المتحدة.

## أعمالها
- 1973 «النسوية، الماركسية، المنهج، والدولة: أجندة للعمل النظري» 'Feminism, Marxism, Method, and the State: An Agenda for Theory'
- 1989 «نحو نظرية نسوية للدولة» 'Toward a Feminist Theory of the State'
- 1993 «كلمات فقط» 'Only Words'
- 1987 «نسوية غير معدّلة: خطاب عن الحياة والقانون» 'Feminism Unmodified: Discourses on Life and Law'
- 2006 «هل النساء بشر؟: وحوارات عالمية أخرى» 'Are Women Human?: And Other International Dialogues'

## وصلات خارجية
- كاثرين ماكينون على موقع الموسوعة البريطانية (الإنجليزية)
- كاثرين ماكينون على موقع إن إن دي بي (الإنجليزية)
- صفحة الكاتبة على جودريريدز